# Johnny Coles
Johnny Coles (né le 3 juillet 1926 à Trenton, New Jersey et mort le 21 décembre 1997 à Philadelphie, Pennsylvanie) était un trompettiste de jazz américain.

## Discographie

### En tant que leader
- The Warm Sound (Epic, 1961)
- Little Johnny C (Blue Note, 1963)
- Katumbo (Dance) (Mainstream Records, 1971)
- New Morning (Criss Cross Jazz, 1982)

### En tant que sideman
Avec Geri Allen
- Some Aspects of Water (Storyville, 1996)

Avec Tina Brooks
- The Waiting Game (Blue Note, 1961)

Avec Gil Evans
- New Bottle Old Wine (World Pacific, 1958)
- Great Jazz Standards (World Pacific, 1959)
- Out of the Cool (Impulse!, 1960)
- The Individualism of Gil Evans (Verve, 1964)
- Blues in Orbit (Enja, 1971)
- Where Flamingos Fly (Artists House, 1971 [1981])
- Farewell (Evidence, 1986 [1988])

Avec Booker Ervin
- Booker 'n' Brass (Pacific Jazz, 1967)

Avec Astrud Gilberto
- Look To The Rainbow (Verve, 1966)

Avec Grant Green
- Am I Blue (Blue Note, 1962)

Avec Herbie Hancock
- The Prisoner (Blue Note, 1969)
- Fat Albert Rotunda (Warner Bros., 1969)

Avec Charles Mingus
- Town Hall Concert (Fantasy, 1964)
- The Great Concert of Charles Mingus (America, 1964)
- Charles Mingus Sextet with Eric Dolphy Cornell 1964 (Blue Note, 1964 [2007])

Avec James Moody
- Flute 'n the Blues (Argo, 1956)
- Moody's Mood for Love (Argo, 1956)
- James Moody (Argo, 1959)
- Great Day (Argo, 1963)
- The Blues and Other Colors (Milestone, 1969)

Avec Horace Parlan
- Happy Frame of Mind (Blue Note, 1964 [1998])

Avec Duke Pearson
- Hush! (Jazzline, 1962)
- Honeybuns (Atlantic, 1965)
- Prairie Dog (Atlantic, 1966)